# Trachypithecus shortridgei
El langur de Shortridge (Trachypithecus shortridgei) es una especie de primate catarrino de la familia Cercopithecidae que habita en el norte de Birmania y en la zona adyacente de China.